# Народно позориште „Стерија” у Вршцу
Народно позориште „Стерија“ налази се у Вршцу, Светосавски трг 6, и представља не само срце културног живота града, већ и споменик културе који је под заштитом. Са 417 седишта и 100 помоћних места, вршачка позоришна сала једна је од највећих и најлепших у земљи. Оно што ову установу чини својеврсним културним центром јесте чињеница да се поред позоришног живота, овде одржавају и годишњи концерти Музичке школе, градског хора, наступи плесних студија, светосавске академије и бројне друге манифестације.

## Историјат позоришта
Позоришни живот у граду Јована Стерије Поповића траје више од два века. Прва позоришна представа одиграна је у Вршцу априла 1773. године. Приказали су је уметници из Темишвара. После само две деценије, 1793. године, професор Михајло Крекић је припремио три комедије, „О Ироду“, „О богатом човеку (Гавану)“ и „О злом оцу и рђавом сину“, а приредили су је ђаци Граматикалне гимназије.
Позоришне представе у Вршцу су се изводиле на разним местима, у хотелима „Конкордија“, „Код енглеске краљице“, „Тигар“, „Код вароши Париза“, у Градском парку у „Арени“, и у кафанама „Код златног јелена“, „Код два пиштоља“ итд.
Године 1761. подигнут је Велики српски магистрат и више од 100 година служио је као стална позоришна зграда. 
Исте године када је у Новом Саду основано Српско народно позориште (1861), у Вршцу је формирано друштво за Српско народно позориште. Од самог оснивања имало је 170 чланова и радило је све до ратне 1914. године. 
1896. године изграђена је Велика сала за балове и позоришне представе у склопу хотела „Александровић“, касније „Гликман“, па „Србија“. У тој сали се данас налази Народно позориште „Стерија“. 
Постојало је неколико покушаја оснивања позоришних трупа у Вршцу: Српско дилетантско позориште (1880) – оснивач Ј. Кнежевић, Кућно позориште на немачком језику – оснивач Карл Це (Karl Zeh), Позоришно дилетантско друштво на немачком језику (1863) – оснивач Карл Це (Karl Zeh), Градско позориште у Вршцу на немачком језику (1870—1874) – оснивач Карл Це (Karl Zeh), Мађарско аматерско позориште (1887).
После Првог светског рата, Уметничко одељење Министарства просвете, на чијем се челу налазио књижевник Бранислав Нушић, закључило је 1920. да је неопходно да се у Банату оснује професионално позориште - изабран је Вршац.
Савет града основао је Градски позоришни одбор, са градоначелником Иваном Косировићем на челу и донео одлуку о оснивању Покрајинског банатског позоришта „Стерија“, које је почело са радом 22. јануара 1921. године. Постојало је свега три године.
У сали хотела „Србија“ и у Радничком дому гостовале су представе из Београда, Новог Сада, Суботице, Загреба, Сарајева, као и путујућа позоришта из Немачке, Украјине, Аустрије и др.
2. јануара 1945, основано је Народно позориште „Стерија“, а прва представа у ослобођеном Вршцу била је „Кир Јања“, 10. фебруара, у режији Владимира Савића, са сценографијом сликара Светислава Вуковића. Непосредни подстицај за оснивање позоришта дао је Димитрије Вученов, тада професор гимназије и секретар Градског народноослободилачког одбора у Вршцу окупивши крајем 1944. године у просторијама „Агитпропа“ неколицину истакнутих интелектуалаца међу којима су били сликар Светислав Вуковић, песник Васко Попа, професор класичних језика Милан Арсенић, глумци Владимир Савић и Вита Богдановић, професор немачке књижевности др Страхиња Костић (први драматург НП „Стерија“)...
Поводом обележавања 200 година од приказивања прве позоришне представе на српском језику, 1993. године СО Вршац је основала фестивал „Вршачка позоришна јесен“, на коме се играју најзначајнија и најбоља позоришна дела у сезони, у Србији.
На дан позоришта, 10. фебруара 2002. године, отворена је мала сцена у згради позоришта, а носи име великана вршачког позоришта – Томислава Пејчића. У сезони 2003-2004, почела је са радом сцена на румунском језику, са првом представом од Matei Visniec изведеном 15. новембра - "Teatru deskumpus sau omul-lada-de-gunoi", у режији Juliana Ursulescua.

## Опис зграде и сцене позоришта
Зграда позоришта има површину од око 2.100 m², и састоји се од старог дела (сала и бина) и новог дела који је дозидан 1974. године. У приземљу су велика сцена, сала за публику, глумачки салон, радионице, а на спрату су мала сцена, администрација, гардеробе, радионице. У позориште се улази на главном улазу за публику, улазу за малу сцену и техничком улазу.
У сали су 373 седишта у партеру и 44 седишта на балкону (укупно 417).
Основни подаци сцене:
- ширина портала: 7,7 – 8,9м
- висина моста: 4,2 – 5,6м
- ширина позорнице: 13м
- дубина позорнице:11м
- просценијум ширина:8,5 – 9,5м
- висина позорнице:12м
- број цугова: 24 са размаком од 50 cm између цугова
- број употребљивих цугова:21

Кабина за тон и светло је на балкону.
Мала сцена има површину од око 120м2, висине 4м, а може да прими 40 до 70 посетилаца. Кабина за тон и светло је у посебној просторији на сцени.

## Велики јубилеј – 180 година „Кир Јање“
Када је основано НП „Стерија“, 1945. године, првим подизањем завесе у коначно институционализованом театру, у родном граду Јована Стерије Поповића, публици је најпре понудило управо „Кир Јању“ уз режију Владимира Савића, познатог вршачог глумца, који је играо Петра. У представи су учествовали и глумци из Позоришта у Панчеву, у улогама Кир Јање, Кир Диме и Мишића. 
2017. године НП „Стерија“ је обележило 180 година „Кир Јање“ (објављено 1837), евоцирајући у исто време и успомене на оснивање малог али значајног театра у Србији, посебно важног за Вршчане, за које ствара више од седам деценија.

## Позориште „Стерија“ данас

### Врста и обим продукције
- продукцијски модел позоришта: репертоарско
- просечна годишња продукција: 3-4 представе
- број представа на репертоару: 9
- просечно трајање припреме представе:

	уметничка припрема „за столом“: 7 дана

	уметничка припрема у сали за пробе: 14 дана

	уметничка припрема на позорници: 30 дана

	техничка припрема сценске опреме: 15 дана

	техничка реализација сценске опреме: 30 дана

	број генералних проба: 3
- просечан број извођача у представи: 7
- просечан број техничара за представу: 7
- просечан број гостовања у другим позориштима месечно: 3
- просечан број гостовања других позоришта месечно: 3

### Репертоар
Репертоар на великој сцени последњих година:
„Покондирена тиква“ у режији Ђурђе Тешић, „Ујка Вања“ у режији Андреја Носова (2019), „Наши преци, једите са нама“ у режији Стевана Бодроже (2019), „Наши“ у режији Ирфана Менсура (2019), „Херој нације“ у режији Предрага Стојменовића (2018), „Виктор или деца на власти“ у режији Александра Швабића (2018).